# Ich hab’ die Liebe geseh’n
Ich hab’ die Liebe geseh’n ist ein Lied der deutsch-griechischen Sängerin Vicky Leandros aus dem Jahr 1972. International erlangte das Lied auch in seiner englischsprachigen Version The Love in Your Eyes Bekanntheit.

## Entstehung und Veröffentlichung
Bei Ich hab’ die Liebe geseh’n handelt es sich um eine deutschsprachige Coverversion des griechischen Originals O kaymos von Mikis Theodorakis aus dem Jahr 1964. Der Text und die Komposition stammen im Original von Theodorakis. Die Komposition wurde für Ich hab’ die Liebe geseh’n beibehalten, der neue deutschsprachige Text von Ralf Arnie, Dimitri Christodoulou und Sandro Tuminelli verfasst. Für die Produktion zeichnete Leo Leandros verantwortlich.
Die Erstveröffentlichung von Ich hab’ die Liebe geseh’n erfolgte als Teil von Vicky Leandros’ selbstbetitelten Studioalbums am 14. Mai 1972 bei Philips (Katalognummer: 6303 042). Im Juli 1972 erschien das Lied erstmals als Single. Diese erschien als 7″-Single mit der B-Seite Augen wie Feuer (Katalognummer: 6000 064).
Die englischsprachige Version The Love in Your Eyes erschien erstmals am 24. November 1972 als 7″-Single (Katalognummer: 6000 081), mit der B-Seite You Answered My Prayer.

## Rezeption

### Charts und Chartplatzierungen
| ChartsChartplatzierungen     | Höchstplatzierung | Wochen/ Monate |
| ---------------------------- | ----------------- | -------------- |
| Deutschland (GfK)            | 2 (28 Wo.)        | 28 Wo.         |
| Österreich (Ö3)              | 1 (6 Mt.)         | 6 Mt.          |
| Schweiz (IFPI)               | 2 (13 Wo.)        | 13 Wo.         |
| Vereinigtes Königreich (OCC) | 40 (8 Wo.)        | 8 Wo.          |

| ChartsJahrescharts (1972) | Platzierung |
| ------------------------- | ----------- |
| Deutschland (GfK)         | 15          |

| ChartsJahrescharts (1973) | Platzierung |
| ------------------------- | ----------- |
| Österreich (Ö3)           | 2           |

### Auszeichnungen für Musikverkäufe
| Land/Region        | Auszeichnungen für Musikverkäufe (Land/Region, Auszeichnung, Verkäufe) | Verkäufe |
| ------------------ | ---------------------------------------------------------------------- | -------- |
| Deutschland (BVMI) | Gold                                                                   | 500.000  |
| Insgesamt          | 1× Gold ·                                                              | 500.000  |